# 慶辰
慶辰（1785年—？），字湘帆，乌雅氏，满洲正黄旗人。嘉庆丙子举人，庚辰进士。

## 生平
历任浙江武康县知县，伊犁理事抚民同知，云南澄江府知府。

## 家庭及关联
- 祖先薩穆哈，顺治乙未科策试满洲进士，官工部、礼部尚书；
- 曾祖罗岱；
- 祖官保，吏部尚书，谥文勤；
- 父凝德，甘肃巴里坤总兵，在甘肃剿贼阵殁，骑都尉世职；
- 伯父万寧，官左都御史，万寧之女即为嘉庆帝恩嫔；
- 母马佳氏；
- 兄百禄、三多；
- 妻杭阿坦氏；
- 侄靈壽，靈壽之女即为道光帝庄顺皇贵妃；
- 子怡壽，山西杀虎口副将、愷壽，浙江知县；
- 孙子廷良、廷惠、廷霖；
- 孙女乌雅氏，不入八分辅国公載澜嫡妻[2]；
- 堂亲开泰，雍正甲辰进士，官湖广总督、开泰之弟壮德，乾隆丙辰进士，广西左江道、穆丹，乾隆辛未进士，四川嘉定府知府。
- 康熙帝孝恭仁皇后、一等武毅谋勇公兆惠、和硕额驸扎兰泰、两广、云贵、湖广总督碩色，安徽、江苏、浙江巡抚福崧、穆和蔺均为其族人。